# Stadhouderlijk Hof

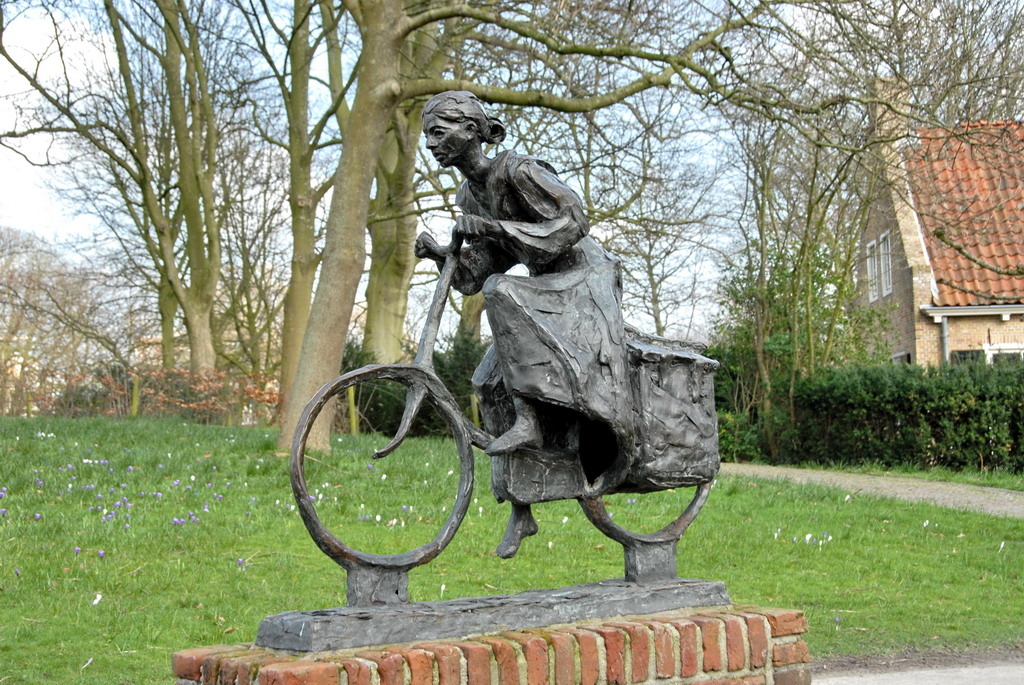
Statua nel giardino dell'ex palazzo e ora parco pubblico Prinsentuin, a Leeuwarden.

Lo Stadhouderlijk Hof a Leeuwarden, nei Paesi Bassi, è un'ex residenza della famiglia reale olandese che la detenne fino al 1971.

## Storia

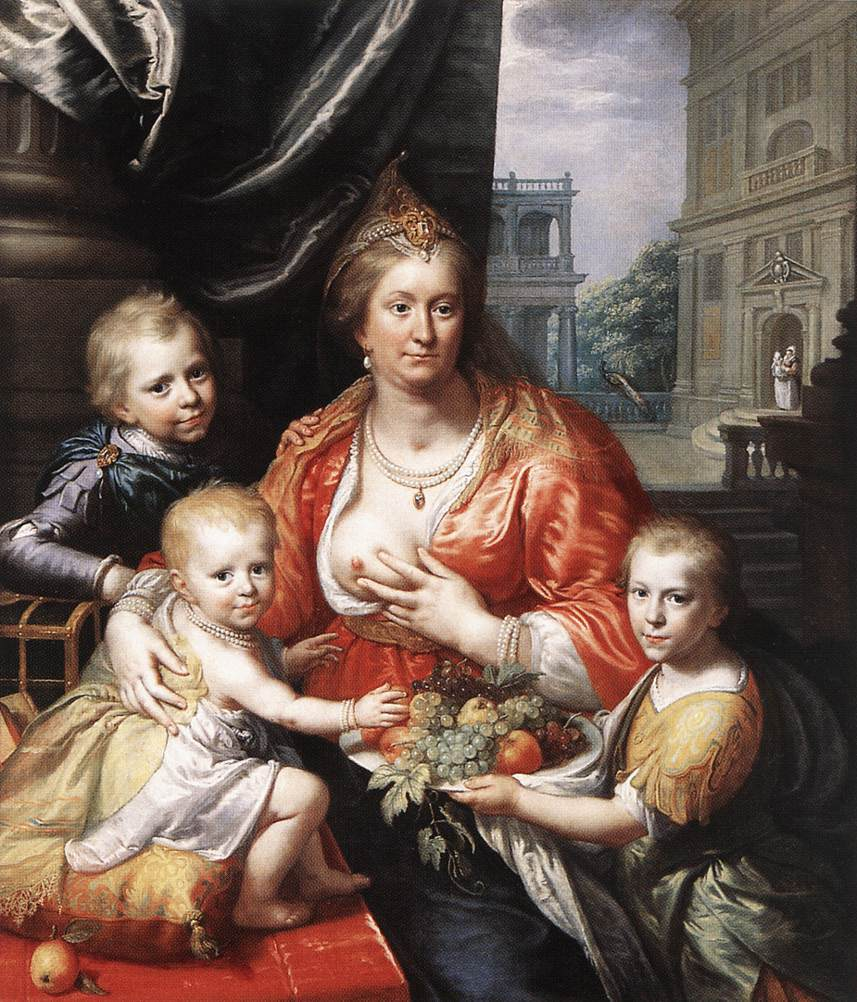
Sofia Hedwig di Brunswick-Lüneburg, moglie di Ernesto Casimiro, con tre bambini, probabilmente compresi Enrico Casimiro I e Guglielmo Federico, di Paulus Moreelse.

Il palazzo venne costruito nel 1564 da Boudewijn van Loo, l'intendente generale del re di Spagna e capo del Hof van Friesland. Nel 1587 venne acquistato come residenza da Guglielmo Luigi di Nassau-Dillenburg e da sua moglie contessa Anna di Nassau. La coppia non aveva figli e la residenza passò, nel 1620, ad Ernesto Casimiro e alla sua morte, nel 1632, al suo figlio maggiore Enrico Casimiro I, e poi nel 1640 alla sua morte al suo più giovane fratello Guglielmo Federico di Nassau-Dietz, che stava diventando il tutore del giovane Guglielmo III d'Inghilterra e lo fu poi per sette anni. Oggi è ricordato a Leeuwarden per la creazione del giardino Prinsentuin che esiste ancora.
Nel 1672 suo figlio Enrico Casimiro II di Nassau-Dietz e dal 1696 suo nipote Giovanni Guglielmo Friso d'Orange ereditarono il palazzo. Questa collezione di personaggi reali si trova in diversi dipinti della famiglia reale realizzati da importanti artisti dell'epoca. Molti di questi dipinti erano un tempo esposti nella galleria di ritratti ed ora sono sparsi in tutte le altre collezioni reali dei Paesi Bassi.
Dal 1996 l'edificio è divenuto un hotel, ma ha mantenuto le decorazioni, per quanto possibile, le decorazioni del XVIII secolo, come l'ex galleria dei ritratti ridisegnata nel 1710 da Daniel Marot che conteneva i dipinti del XVII e XVIII secolo di Adriaen Hanneman, Gerard van Honthorst, Louis Volders, Jan van Rijmsdijck e altri pittori.